# لورنزو لاماس
لورنزو لاماس (انگلیسی: Lorenzo Lamas؛ زادهٔ ۲۰ ژانویهٔ ۱۹۵۸) هنرپیشه اهل ایالات متحده آمریکا است. وی از سال ۱۹۶۷ میلادی تاکنون مشغول فعالیت بوده‌است.
از فیلم‌هایی که وی در آن نقش داشته است، می‌توان به گریس اشاره کرد.